# 島原之亂
島原之亂（日语：／ Shimabara no ran），又稱島原教案，是江戶時代初期發生的日本史上最大規模的一揆（人民起義）與天主教教案，也是幕府時代結束前的最後一場內戰，亦可稱為島原天草之亂、島原天草一揆，始於寬永14年10月25日（西元1637年12月11日），終於寬永15年2月18日（西元1638年4月12日）。內亂的成因是高壓政治、重稅等。

## 背景

### 宗教原因
天主教自1549年由耶稣会教士方济各·沙勿略首次传入日本后，教徒人数激增，特别是在九州、京都和江戶地区。位於九州西部的岛原在信奉基督宗教的大名小西行長影响下，传教活动旺盛。
天主教的扩张引起佛教和传统的神道教反对；1587年，豐臣秀吉正式驱逐传教士，宣布基督宗教是邪教。然而教徒数量却持續增加，至17世纪初已达70万人。此时正值德川幕府准备统一日本，信奉天主教的地方诸侯成为政府特别征讨的对象，1614年幕府領令所有人必須棄教。

### 经济原因
德川幕府第三代將軍德川家光力主闭关锁国政策，1616年下令禁止除長崎和平戶两港口外的对外贸易。大名們失去贸易收入，转向对领地民众增加税收来维持收入。島原藩主松倉重政於1621年开始建築島原城，并镇压當地的天主教徒，其子松倉勝家更是以残暴聞名。1634年起，島原和天草地區連續發生天災，更加重了民众的负担。

## 过程

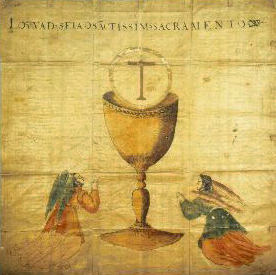
一揆軍所使用的旗幟。

1637年10月，島原的一名農民交不起農租，妻子被领主松倉勝家的家臣田中宗夫带人抓走，數百名憤怒的村民放火燒毁了田中的家宅，16岁的天草四郎時貞（教名Jerome）被推举为领袖。10月15日，島原有馬村藩吏林兵右卫门探悉有村民供奉天主像，破门而入卻被在场的村民杀死。隨後當地民众开始誅杀藩吏、焚烧寺庙，最終使領內的民眾响应了這次一揆之亂。
起义军击败了前来镇压的3000人武士军队，并包围了藩吏躲藏的富岡城。后听说幕府军队正在前來，遂退守島原南部原有馬氏所領的原城。幕府特使板倉重昌三次发动进攻都不成功，最後板倉本人战死。幕府又派宰臣松平信綱来九州组织藩军，这次改为围城，等待起义军弹尽粮绝，同时请求荷蘭東印度公司軍隊砲轰支援。
坚守原城的起义军和幕府军队都伤亡惨重，起义军於4月4日突围未遂，幕府军队从俘虏口中得知城内粮食已罄。4月12日，幕府軍連同九州眾大名，合共12萬5800多兵力开始攻打原城，克服守军的拼死抵抗，於15日攻克原城。幕府约一万人战死，包括天草時貞在內约3万7千名起义者和援助者被斩首，生還者中只有負責內應的山田右衛門作一個（不過由於幕府軍在圍城期間積極宣傳受脅迫參加的民眾可獲寬大處置，因此也有約1萬名起義者先後逃亡、投降的說法）。天草的首级被送往长崎，原城城堡被毁。

## 影响
幕府怀疑西方传教士与起义有关，于是驱逐葡萄牙商人，并严格禁绝天主教及其他基督宗教，幸存的教徒被迫成為地下信徒。此后到19世纪中期，日本本土再没有发生大规模的战争。对基督宗教的禁绝直到明治维新时期才取消。
事後幕府調查時，調查者在松倉勝家住宅的桶中發現農民的屍體，因為此事而被幕府沒收領地並被斬首（通常幕府對大名的處斷是較為名譽的切腹，松倉勝家是德川幕府歷史中唯一被下令斬首的大名）；此外，當初對天草地區檢地時給予過大石數判定而導致居民生活困苦的唐津藩主寺澤廣高已死，但其子次任藩主寺澤堅高同樣被問罪而被沒收天草領地，之後精神異常而自殺。
1647年，天草成為幕府的直轄領（天領）。被任命為天草代官的鈴木重成一方面勸誡居民改信佛教，一方面致力於復興當地。但鈴木統治天草時，開始懷疑當年寺澤廣高檢定的石數（農田收入三萬七千石，桑、茶、漁業與鹽業的折合收入五千石，合計四萬二千石）過高而決定再次檢地，並且多次向幕府提出將天草的石數減半為二萬一千石的要求；在多次被幕府以沒有先例的理由拒絕後，鈴木在1653年於江戶自宅留下年貢減半的請求書後切腹自殺。幕府震驚之下才開始檢討石數減半的決策，繼任天草代官的重成養子鈴木重辰同樣多次請求石數減半，最後在1659年天草地區的石數終於得以減半，鈴木重成、重辰等人也在天草當地受到長久的奉祀。